# Devětsil Kablíkové
Devětsil Kablíkové (Petasites kablikianus) je horský druh rodu devětsil, který je v české přírodě poměrně vzácný. Je to původní druh české květeny a roste pouze ve střední a jihovýchodní Evropě. Objeven byl roku 1846 v okolí Špindlerova Mlýna v Krkonoších českou botaničkou Josefínou Kablíkovou a roku 1851 jej správně zařadil a popsal botanik Ignaz Friedrich Tausch; z úcty k objevitelce dal tomuto devětsilu druhové jméno "Kablíkové" (kablikianus).

## Rozšíření
V České republice je nacházen v Krkonoších, Hrubém Jeseníku, Beskydech a Javornících, na západní a severní hranici nespojitého areálu, jenž dále pokračuje jihovýchodním směrem do Karpat a hor na Balkánském poloostrově.
Mimo ČR, Slovensko a Polsko roste od submontánního do montánního stupně v Chorvatsku, Bosně a Hercegovině, Černé Hoře, Srbsku, Kosovu, Albánii, Bulharsku, Rumunsku a v Řecku.

## Ekologie
Upřednostňuje, stejně jako většina devětsilů, na dusík a ostatní živiny bohaté, propustné a trvale vlhké půdy. Vyrůstá nejčastěji na březích potoků, horních toků řek a jejich štěrkových naplaveninách, stejně jako na silně vlhkých, nízkostébelných horských loukách nebo stinných okrajích cest. Požaduje vysokou hladinu podzemní vody a může být krátkodobě zaplavován. Nároky na prostředí má obdobné jako ostatní tři v Česku původní druhy devětsilu.
Často se nachází ve společnosti devětsilu lékařského i devětsilu bílého a na příhodných místech společně vytvářejí veliké shluky. Patří mezi rostliny kvetoucí brzy zjara, ještě před vyrašením listů.

## Popis
Tato vytrvalá aromatická bylina má hrubý oddenkem s krátkými výběžky, z nichž v trsech vyrůstají další rostliny. Přízemní listy s rýhovaným a mírně promáčklým, až 50 cm dlouhým řapíkem jsou tuhé, kožovité, trojúhelníkovitě srdčité, po obvodě nepravidelně oddáleně zoubkované a velké až 50 cm. Na lícní straně jsou tmavě zelené, na spodní šedé a v mládí plstnaté. Lodyhy se zelenými, šupinovitými, pavučinatě chlupatými listy jsou duté a během kvetení bývají vysoké do 40 cm; po opylení se prodlužují až na 70 cm. Květenství je vytvořeno hroznem květních úborů se špičatými, zelenými, zákrovními listeny. Nejprve rozkvétají úbory nejvýše postavené. Úbor bývá složen ze samčích, samičích i oboupohlavných květů, které jsou trubkovité a mají bílé koruny. Kvete od března do května. Plody jsou 3 mm dlouhé nažky s chmýrem dvojnásobně delším než tělo nažky. Ploidie druhu je 2n = 60.

## Možnost záměny
Pro rychlé a spolehlivé odlišení devětsilu Kablíkové od podobných, v české přírodě taktéž původních druhů, je důležitý tvar na průřezu řapíku přízemních listů. Devětsil bílý má řapík téměř oblý a plný, devětsil lékařský zase výrazně žebernatý a dutý, nažky nejvíce podobného devětsilu bílého mají chmýr třikrát delší než je nažka.

## Ohrožení
Devětsil Kablíkové je napadán parazitickou rostlinou zárazou devětsilovou (Orobanche flava), která odčerpáváním živin zpomaluje jeho růst a mnohdy i omezuje kvetení. Z lidských činností je ohrožován hlavně regulací vodních toků, odlesňováním i eutrofizací vodních toků, stejně jako šířením nepůvodních invazních rostlinných druhů, například netýkavkou žláznatou a křídlatkou. Z hlediska ohrožení v české přírodě je "Červeným seznamem cévnatých rostlin České republiky z roku 2012" hodnocen jako vzácnější druh vyžadující si další pozornost (C4b).